# Territori occupati militarmente
I territori occupati militarmente sono dei territori soggetti a occupazione militare, da parte di forze armate regolari o meno.

## Aspetti giuridici
Con essi si indica generalmente l'efficace controllo esercitato provvisoriamente da un certo potere su un territorio che non è sotto la sovranità formale di tale entità, senza la volontà del sovrano reale.
Le occupazioni militari di territori stranieri sono convenzionalmente elencate in virtù dei criteri dettati dalla Convenzione dell'Aia del 1907.

## Attuali occupazioni militari
| Territorio | Dal         | Stato occupato                                                            | Stato occupante        | Status |
| --- | ----------- | ------------------------------------------------------------------------- | ---------------------- | --- |
| Gerusalemme Est | 1967        | Palestina Stato di Palestina (dichiarazione del 1988)                     | Israele                | Territori occupati durante la guerra dei sei giorni dalla Giordania; de facto annesse nel 1980 attraverso la legislazione emanata da Gerusalemme. |
| Striscia di Gaza | 1967        | Palestina Stato di Palestina (dichiarazione del 1988)                     | Israele                | Territori occupati durante la guerra dei sei giorni dall'Egitto; Nel 2005, Israele ha disimpegnato le sue forze militari dalla Striscia di Gaza, ma le Nazioni Unite considerano ancora Israele una potenza occupante. I valichi di frontiera di Gaza con Israele, lo spazio marittimo e aereo sono controllati da Israele. |
| Alture del Golan | 1967        | Siria                                                                     | Israele                | Territori occupati durante la guerra dei sei giorni; de facto annesse nel 1981 attraverso la legislazione emanata da Gerusalemme sulle Alture del Golan. |
| UNDOF (Zona Cuscinetto)                                                                                               | 1967        | Siria                                                                     | Israele                | Territori occupati a seguito della caduta del regime di Bashar Al Assad. |
| Cisgiordania | 1967        | Palestina Stato di Palestina (dichiarazione del 1988)                     | Israele                | Territori occupati durante la guerra dei sei giorni dalla Giordania; amministrato dalla Amministrazione Civile israeliana. L'accordo di Oslo II, ufficialmente firmato il 28 settembre 1995, ha diviso la Cisgiordania in Area C amministrata da Israele e l'area A e B amministrata dall'Autorità nazionale palestinese. |
| Libano Meridionale | 2024        | Libano                                                                    | Israele                | Territori occupati durante il conflitto tra Israele e Hezbollah del 2023-2024 |
| Cipro del Nord | 1974        | Cipro                                                                     | Turchia Cipro del Nord | Territori occupati durante l'invasione turca di Cipro. La Repubblica Turca di Cipro del Nord è uno stato senza alcun riconoscimento internazionale. |
| Province meridionali (80% del Sahara Occidentale)                                                                     | 1975        | Sahara spagnolo Repubblica Democratica Araba dei Sahrawi (rivendicazione) | Marocco                | Territori occupati durante la guerra nel Sahara Occidentale; de facto annesso al Marocco; il territorio e amministrato dalle province del sud; rivendicato dalla Repubblica Democratica Araba dei Sahrawi, uno stato con riconoscimento internazionale limitato. |
| Transnistria | 1992        | Moldavia                                                                  | Russia Transnistria    | Territori occupati durante la guerra di Transnistria; il territorio e amministrato dalla Pridnestrovian Repubblica Moldava, uno stato con riconoscimento internazionale limitato. |
| Kərki | 1992        | Azerbaigian                                                               | Armenia                | Territori occupati durante la prima guerra del Nagorno Karabakh; de facto annessi all'Armenia, amministrati come parte della provincia di Ararat |
| Barxudarlı | 1994        | Azerbaigian                                                               | Armenia                | Territori occupati durante la prima guerra del Nagorno Karabakh; de facto annessi all'Armenia, amministrati come parte della provincia di Tavowš |
| Yuxarı Əskipara | 1994        | Armenia                                                                   | Azerbaigian            | Territori occupati durante la prima guerra del Nagorno Karabakh; de facto annesso; amministrato come parte della Provincia di Tavowš |
| Artsvashen | 1994        | Armenia                                                                   | Azerbaigian            | Territori occupati durante la guerra del Nagorno-Karabakh; de facto annesso; amministrato come parte di Gadabay |
| Kosovo | 1999        | Serbia                                                                    | Kosovo (de facto)      | Provincia serba, è stato occupato dalle Kosovo Force, forza militare internazionale guidata dalla NATO, occupazione resesi necessaria per far terminare le ostilità con la Serbia e due giorni dopo che erano stati autorizzati a farlo dalla risoluzione 1244 del Consiglio di sicurezza delle Nazioni Unite. La Repubblica del Kosovo ha il riconoscimento internazionale di 109 paesi e di diverse istituzioni internazionali. |
| Abcasia | 2008        | Georgia                                                                   | Russia Abcasia         | Territori occupati durante la guerra russo-georgiana; amministrati come la Repubblica di Abkhazia, uno stato con riconoscimento internazionale limitato. (territori occupati della Georgia) |
| Ossezia meridionale                                                                                                   | 2008        | Georgia                                                                   | Ossezia del Sud Russia | Territori occupati durante la guerra russo-georgiana; amministrati come la Repubblica dell'Ossezia del Sud, uno stato con riconoscimento internazionale limitato. (territori occupati della Georgia) |
| Donec'k | 2014 e 2022 | Ucraina                                                                   | Russia                 | Proteste filorusse in Ucraina, intervento militare russo in Ucraina, Guerra del Donbass e Protocollo di Minsk |
| Luhans'k | 2014 e 2022 | Ucraina                                                                   | Russia                 | Proteste filorusse in Ucraina, intervento militare russo in Ucraina, Guerra del Donbass e Protocollo di Minsk |
| Crimea | 2014        | Ucraina                                                                   | Russia                 | Proteste filorusse in Ucraina, intervento militare russo in Ucraina, Guerra del Donbass e Protocollo di Minsk |
| Una parte consistente degli oblast' di Cherson e di Zaporižžja, parti minori degli oblast di Charkiv, Mykolaïv e Sumy | 2022        | Ucraina                                                                   | Russia                 | Territori occupati durante l'invasione del 2022 |
| Al-Tanf | 2015        | Siria                                                                     | Stati Uniti            | È una base militare delle forze statunitensi in Siria (si trova al confine con l'Iraq). |
| Aree settentrionali del Governatorato di Aleppo                                                                       | 2016        | Siria                                                                     | Turchia (de facto)     | Intervento militare turco in Siria, Guerra civile siriana |
| Regione di Afrin | 2018        | Siria                                                                     | Turchia (de facto)     | Intervento militare turco in Siria, Guerra civile siriana |
| Parti dell'Oblast di Kursk                                                                                            | 2024        | Russia                                                                    | Ucraina                | Territori occupati durante l'offensiva di Kursk dell'agosto 2024 |

## Occupazioni militari del passato
Gli eventi precedenti alla Convenzione dell'Aia del 1907 non sono elencati.

### 1907-1919
| Territorio                                                              | Periodo   | Stato occupato     | Stato occupante | Conflitto                                  | Guerre                | Status successivo                                          |
| ----------------------------------------------------------------------- | --------- | ------------------ | --- | ------------------------------------------ | --------------------- | ---------------------------------------------------------- |
| Libia                                                                   | 1911-1912 | Impero ottomano    | Italia | Invasione della Libia                      | Guerra italo-turca    | Si annessione (Tripolitania italiana, Cirenaica italiana)  |
| Albania                                                                 | 1912-1913 | Albania            | Serbia | Occupazione dell'Albania                   | Guerre balcaniche     | Nessuna annessione                                         |
| Nicaragua                                                               | 1912-1933 | Nicaragua          | Stati Uniti | Occupazione del Nicaragua                  | Guerre della banana   | Nessuna annessione                                         |
| Albania                                                                 | 1914-1918 | Albania            | Austria-Ungheria | Occupazione dell'Albania                   | prima guerra mondiale | Nessuna annessione                                         |
| Galizia orientale                                                       | 1914-1918 | Austria-Ungheria   | Russia | Occupazione della Galizia orientale        | prima guerra mondiale | Nessuna annessione                                         |
| Belgio                                                                  | 1914-1918 | Belgio             | Germania | Invasione del Belgio                       | prima guerra mondiale | Nessuna annessione                                         |
| Francia nordorientale                                                   | 1914-1918 | Francia            | Germania | Invasione della Francia settentrionale     | prima guerra mondiale | Nessuna annessione                                         |
| Lussemburgo                                                             | 1914-1918 | Lussemburgo        | Germania | Occupazione di Lussemburgo                 | prima guerra mondiale | Nessuna annessione                                         |
| Veracruz                                                                | 1914      | Messico            | Stati Uniti | Occupazione di Veracruz                    | Rivoluzione messicana | Nessuna annessione                                         |
| Montenegro                                                              | 1914-1918 | Montenegro         | Austria-Ungheria | Rivolta di Natale                          | Prima guerra mondiale | Nessuna annessione                                         |
| Regno del Congresso                                                     | 1914-1918 | Russia             | Austria-Ungheria, Germania | Invasione di Lublino                       | Prima guerra mondiale | Nessuna annessione                                         |
| Parti dei Governatorati Baltici e del Governatorato Generale di Vilnius | 1914-1919 | Russia             | Germania | Ober Ost                                   | Prima guerra mondiale | Nessuna annessione                                         |
| Serbia                                                                  | 1914-1918 | Serbia             | Austria-Ungheria | Campagna di Serbia                         | Prima guerra mondiale | Nessuna annessione                                         |
| Serbia                                                                  | 1915-1918 | Serbia             | Bulgaria | Campagna di Serbia                         | Prima guerra mondiale | Sì annessione della Macedonia e parte della regione di Niš |
| Albania                                                                 | 1915-1917 | Albania            | Bulgaria | Occupazione dell'Albania                   | Prima guerra mondiale | Nessuna annessione                                         |
| Africa Tedesca del Sud-Ovest                                            | 1914-1915 | Germania           | Sudafrica | Campagna dell'Africa Tedesca del Sud-Ovest | Prima guerra mondiale | Sì Annessione (Africa del Sud-Ovest)                       |
| Haiti                                                                   | 1915-1934 | Haiti              | Stati Uniti | Occupazione di Haiti                       | Guerre della banana   | Nessuna annessione                                         |
| Repubblica Dominicana                                                   | 1915-1924 | Rep. Dominicana    | Stati Uniti | Occupazione della Repubblica Dominicana    | Guerre della banana   | Nessuna annessione                                         |
| Cuba                                                                    | 1917-1922 | Repubblica di Cuba | Stati Uniti | Sugar Intervention                         | Guerre della banana   | Nessuna annessione                                         |
| Italia nord-orientale                                                   | 1917-1918 | Italia             | Austria-Ungheria | Invasione dell'Italia nord-orientale       | Prima guerra mondiale | Nessuna annessione                                         |
| Estremo Oriente russo, Caucaso e parti della Russia del Nord            | 1918-1925 | Unione Sovietica   | Cecoslovacchia, Regno Unito, Canada, India Britannica, Australia, Giappone, Grecia, Polonia, Stati Uniti, Francia, Romania, Serbia, Italia, Cina | Intervento alleato nella rivoluzione russa | Guerra civile russa   | Nessuna annessione                                         |
| Zone interne della Turchia                                              | 1919-1922 | Impero ottomano    | Francia - Africa Occidentale Francese | Occupazione di Costantinopoli e Smirne     | Prima guerra mondiale | Nessuna annessione                                         |
| Zone interne della Turchia                                              | 1919-1922 | Impero ottomano    | Grecia | Occupazione di Costantinopoli e Smirne     | Prima guerra mondiale | Nessuna annessione                                         |
| Zone interne della Turchia                                              | 1919-1922 | Impero ottomano    | Italia | Occupazione di Costantinopoli e Smirne     | Prima guerra mondiale | Nessuna annessione                                         |
| Zone interne della Turchia                                              | 1919-1922 | Impero ottomano    | Regno Unito - India Britannica | Occupazione di Costantinopoli e Smirne     | Prima guerra mondiale | Nessuna annessione                                         |

### 1920-1939
| Territorio            | Periodo   | Stato occupato                        | Stato occupante  | Conflitto                            | Guerre                                  | Status successivo                               |
| --------------------- | --------- | ------------------------------------- | ---------------- | ------------------------------------ | --------------------------------------- | ----------------------------------------------- |
| Caucaso del Sud       | 1920      | Repubblica Democratica di Azerbaigian | RSFS Russa       | Invasione dell'Azerbaigian           | Guerra civile russa                     | Si annessione nella Russia socialista sovietica |
| Caucaso del Sud       | 1921      | Georgia                               | RSFS Russa       | Invasione della Georgia              | Guerra civile russa                     | Si annessione nella Russia socialista sovietica |
| Ruhr                  | 1923-1924 | Germania                              | Belgio Francia   | Occupazione della Ruhr               | Conseguenze della prima guerra mondiale | Nessuna annessione                              |
| Manciuria             | 1931-1945 | Cina                                  | Giappone         | Invasione giapponese della Manciuria | Guerra sino-giapponese                  | Nessuna annessione                              |
| Xinjiang              | 1934      | Cina                                  | Unione Sovietica | Invasione del Xinjiang               | Ribellione dei Kumul                    | Nessuna annessione                              |
| Etiopia               | 1935-1941 | Impero d'Etiopia                      | Italia           | Offensiva di De Bono                 | Guerra d'Etiopia                        | Si annessione all'Africa Orientale Italiana     |
| Cina costiera         | 1937-1945 | Cina                                  | Giappone         | Seconda guerra sino-giapponese       | seconda guerra mondiale                 | Nessuna annessione                              |
| Shanghai              | 1937-1945 | Cina                                  | Giappone         | Seconda guerra sino-giapponese       | seconda guerra mondiale                 | Nessuna annessione                              |
| Austria               | 1938      | Austria                               | Germania         | Anschluss                            | Periodo interbellico                    | Si annessione alla Germania                     |
| Sudeti                | 1938-1945 | Cecoslovacchia                        | Germania         | Accordi di Monaco                    | Periodo interbellico                    | Si annessione alla Germania                     |
| Boemia e Moravia      | 1939-1945 | Cecoslovacchia                        | Germania         | Occupazione della Cecoslovacchia     | Periodo interbellico                    | Nessuna annessione                              |
| Territorio di Memel   | 1939-1945 | Lituania                              | Germania         | Occupazione di Memel                 | Periodo interbellico                    | Si annessione alla Germania                     |
| Albania               | 1939-1943 | Albania                               | Italia           | Invasione dell'Albania               | Periodo interbellico                    | Nessuna annessione                              |
| Ucraina carpatica     | 1939-1944 | Cecoslovacchia                        | Ungheria         | Invasione di Ucraina carpatica       | Periodo interbellico                    | Nessuna annessione                              |
| Parti della Finlandia | 1939-1940 | Finlandia                             | Unione Sovietica | guerra d'Inverno (russo-finlandese)  | seconda guerra mondiale                 | Nessuna annessione                              |
| Polonia               | 1939-1945 | Polonia                               | Germania         | Invasione della Polonia              | seconda guerra mondiale                 | Parziale annessione                             |
| Polonia orientale     | 1939-1941 | Polonia                               | Unione Sovietica | Annessione di territori polacchi     | seconda guerra mondiale                 | Parziale annessione                             |

### 1940-1959
| Territorio                           | Periodo   | Stato occupato                      | Stato occupante                   | Conflitto                                                    | Guerre                  | Status successivo                                    |
| ------------------------------------ | --------- | ----------------------------------- | --------------------------------- | ------------------------------------------------------------ | ----------------------- | ---------------------------------------------------- |
| Belgio                               | 1940-1945 | Belgio                              | Germania                          | Invasione del Belgio                                         | Seconda guerra mondiale | Nessuna annessione (ad eccezione di Eupen e Malmedy) |
| Danimarca                            | 1940-1945 | Danimarca                           | Germania                          | Invasione della Danimarca                                    | Seconda guerra mondiale | Nessuna annessione                                   |
| Isole Fær Øer                        | 1940-1945 | Danimarca                           | Regno Unito                       | Occupazione delle isole Fær Øer                              | Seconda guerra mondiale | Nessuna annessione                                   |
| Groenlandia                          | 1940-1945 | Danimarca                           | Stati Uniti                       | Groenlandia nella seconda guerra mondiale                    | Seconda guerra mondiale | Nessuna annessione                                   |
| Hankoniemi                           | 1940-1941 | Finlandia                           | Unione Sovietica                  | Guerra d'inverno                                             | Seconda guerra mondiale | Nessuna annessione                                   |
| Islanda                              | 1940-1945 | Regno d'Islanda                     | Regno Unito                       | Occupazione dell'Islanda                                     | Seconda guerra mondiale | Nessuna annessione                                   |
| Islanda                              | 1940-1945 | Regno d'Islanda                     | Stati Uniti                       | Occupazione dell'Islanda                                     | Seconda guerra mondiale | Nessuna annessione                                   |
| Francia settentrionale               | 1940-1944 | Francia di Vichy                    | Germania                          | Invasione della Francia settentrionale                       | Seconda guerra mondiale | Nessuna annessione                                   |
| Francia sud-orientale                | 1940-1943 | Francia di Vichy                    | Italia                            | Battaglia delle Alpi Occidentali                             | Seconda guerra mondiale | Nessuna annessione                                   |
| Vietnam                              | 1940-1945 | Francia di Vichy                    | Giappone                          | Invasione dell'Indocina francese                             | Seconda guerra mondiale | Nessuna annessione                                   |
| Paesi baltici                        | 1940-1941 | Estonia                             | Unione Sovietica                  | Occupazione dei paesi baltici                                | Seconda guerra mondiale | Si Annessione all'Unione Sovietica                   |
| Paesi baltici                        | 1940-1941 | Lettonia                            | Unione Sovietica                  | Occupazione dei paesi baltici                                | Seconda guerra mondiale | Si Annessione all'Unione Sovietica                   |
| Paesi baltici                        | 1940-1941 | Lituania                            | Unione Sovietica                  | Occupazione dei paesi baltici                                | Seconda guerra mondiale | Si Annessione all'Unione Sovietica                   |
| Lussemburgo                          | 1940-1945 | Lussemburgo                         | Germania                          | Occupazione del Lussemburgo                                  | Seconda guerra mondiale | Si annessione alla Germania                          |
| Paesi Bassi                          | 1940-1945 | Paesi Bassi                         | Germania                          | Invasione dei Paesi Bassi                                    | Seconda guerra mondiale | Nessuna annessione                                   |
| Norvegia                             | 1940-1945 | Norvegia                            | Germania                          | Operazione Weserübung                                        | Seconda guerra mondiale | Nessuna annessione                                   |
| Bessarabia e Bucovina settentrionale | 1940      | Romania                             | Unione Sovietica                  | Occupazione della Bessarabia e della Bucovina settentrionale | Seconda guerra mondiale | Si annessione all'Unione Sovietica                   |
| Isole del Canale                     | 1940-1945 | Regno Unito                         | Germania                          | Occupazione delle isole del Canale                           | Seconda guerra mondiale | Nessuna annessione                                   |
| Cambogia                             | 1941-1945 | Francia di Vichy                    | Giappone                          | Invasione della Cambogia                                     | Seconda guerra mondiale | Nessuna annessione                                   |
| Grecia                               | 1941-1944 | Grecia                              | Bulgaria Italia Germania          | Occupazione della Grecia                                     | Seconda guerra mondiale | Nessuna annessione                                   |
| Iran                                 | 1941-1946 | Iran                                | Unione Sovietica Regno Unito      | Invasione anglo-sovietica dell'Iran                          | Seconda guerra mondiale | Nessuna annessione                                   |
| Bielorussia                          | 1941-1944 | Unione Sovietica                    | Germania                          | Occupazione della Bielorussia                                | Seconda guerra mondiale | Nessuna annessione                                   |
| Ucraina                              | 1941-1944 | Unione Sovietica                    | Germania                          | Occupazione dell'Ucraina                                     | Seconda guerra mondiale | Nessuna annessione                                   |
| Paesi baltici                        | 1941-1944 | Unione Sovietica                    | Germania                          | Occupazione della Lituania, Lettonia e Estonia               | Seconda guerra mondiale | Nessuna annessione                                   |
| Zone della Russia europea            | 1941-1944 | Unione Sovietica                    | Germania                          | Fronte orientale                                             | Seconda guerra mondiale | Nessuna annessione                                   |
| Carelia orientale                    | 1941-1944 | Unione Sovietica                    | Finlandia                         | Guerra di continuazione                                      | Seconda guerra mondiale | Nessuna annessione                                   |
| Guam                                 | 1941-1944 | Stati Uniti                         | Giappone                          | Occupazione di Guam                                          | Seconda guerra mondiale | Nessuna annessione                                   |
| Transnistria                         | 1941-1944 | Unione Sovietica                    | Romania                           | Operazione Barbarossa                                        | Seconda guerra mondiale | Nessuna annessione                                   |
| Borneo britannico                    | 1941-1945 | Regno Unito                         | Giappone                          | Occupazione del Borneo britannico                            | Seconda guerra mondiale | Nessuna annessione                                   |
| Hong Kong                            | 1941-1945 | Regno Unito                         | Giappone                          | Occupazione di Hong Kong                                     | Seconda guerra mondiale | Nessuna annessione                                   |
| Malesia                              | 1941-1945 | Regno Unito                         | Giappone                          | Occupazione della Malesia                                    | Seconda guerra mondiale | Nessuna annessione                                   |
| Jugoslavia                           | 1941-1945 | Jugoslavia                          | Bulgaria Ungheria Italia Germania | Invasione della Jugoslavia                                   | Seconda guerra mondiale | Annessioni parziali                                  |
| Nuova Guinea                         | 1942-1945 | Australia                           | Giappone                          | Campagna di Nuova Guinea                                     | Seconda guerra mondiale | Nessuna annessione                                   |
| Nauru                                | 1942-1945 | Australia Nuova Zelanda Regno Unito | Giappone                          | Occupazione di Nauru                                         | Seconda guerra mondiale | Nessuna annessione                                   |
| Isole Andamane                       | 1942-1945 | India Britannica                    | Giappone                          | Occupazione delle isole Andamane                             | Seconda guerra mondiale | Nessuna annessione                                   |
| Indie orientali olandesi             | 1942-1945 | Paesi Bassi                         | Giappone                          | Occupazione delle Indie orientali olandesi                   | Seconda guerra mondiale | Nessuna annessione                                   |
| Filippine                            | 1942-1945 | Filippine                           | Giappone                          | Occupazione delle Filippine                                  | Seconda guerra mondiale | Nessuna annessione                                   |
| Timor portoghese                     | 1942-1945 | Portogallo                          | Giappone                          | Battaglia di Timor                                           | Seconda guerra mondiale | Nessuna annessione                                   |
| Birmania                             | 1942-1945 | Regno Unito                         | Giappone                          | Occupazione della Birmania                                   | Seconda guerra mondiale | Nessuna annessione                                   |
| Singapore                            | 1942-1945 | Regno Unito                         | Giappone                          | Occupazione di Singapore                                     | Seconda guerra mondiale | Nessuna annessione                                   |
| Kiska                                | 1942-1943 | Stati Uniti                         | Giappone                          | Occupazione di Kiska                                         | Seconda guerra mondiale | Nessuna annessione                                   |
| Attu                                 | 1942-1943 | Stati Uniti                         | Giappone                          | Occupazione di Attu                                          | Seconda guerra mondiale | Nessuna annessione                                   |
| Libia italiana                       | 1943-1945 | Italia                              | Regno Unito Francia               | Occupazione alleata della Libia                              | Seconda guerra mondiale | Nessuna annessione                                   |
| Italia                               | 1943-1945 | Italia                              | Germania                          | Campagna d'Italia                                            | Seconda guerra mondiale | Nessuna annessione                                   |
| Italia                               | 1943-1945 | Italia                              | Regno Unito Stati Uniti           | Campagna d'Italia                                            | Seconda guerra mondiale | Nessuna annessione                                   |
| Ungheria                             | 1944-1945 | Ungheria                            | Germania                          | Operazione Margarethe                                        | Seconda guerra mondiale | Nessuna annessione                                   |
| Paesi baltici                        | 1944-1991 | Estonia                             | Unione Sovietica                  | Paesi baltici sotto l'Unione Sovietica                       | Seconda guerra mondiale | Si annessione all'Unione Sovietica                   |
| Paesi baltici                        | 1944-1991 | Lettonia                            | Unione Sovietica                  | Paesi baltici sotto l'Unione Sovietica                       | Seconda guerra mondiale | Si annessione all'Unione Sovietica                   |
| Paesi baltici                        | 1944-1991 | Lituania                            | Unione Sovietica                  | Paesi baltici sotto l'Unione Sovietica                       | Seconda guerra mondiale | Si annessione all'Unione Sovietica                   |
| Bulgaria                             | 1944-1947 | Bulgaria                            | Unione Sovietica                  | Occupazione della Bulgaria                                   | Seconda guerra mondiale | Nessuna annessione                                   |
| Romania                              | 1944-1958 | Romania                             | Unione Sovietica                  | Occupazione della Romania                                    | Seconda guerra mondiale | Nessuna annessione                                   |
| Polonia                              | 1944-1956 | Polonia                             | Unione Sovietica                  | Presenza sovietica in Polonia                                | Seconda guerra mondiale | Nessuna annessione                                   |
| Ungheria                             | 1944-1949 | Ungheria                            | Unione Sovietica                  | Occupazione dell'Ungheria                                    | Seconda guerra mondiale | Nessuna annessione                                   |
| Porkkalanniemi                       | 1944-1956 | Finlandia                           | Unione Sovietica                  | Guerra di continuazione                                      | Seconda guerra mondiale | Nessuna annessione                                   |
| Rutenia subcarpatica                 | 1944-1945 | Cecoslovacchia                      | Unione Sovietica                  | Annessione della Rutenia Subcarpatica                        | Seconda guerra mondiale | Si annessione all'Unione Sovietica                   |
| Manciuria                            | 1945-1946 | Manciukuò                           | Unione Sovietica                  | Guerra sovietico-giapponese                                  | Seconda guerra mondiale | Nessuna annessione                                   |

### 1960-1979
| Territorio                                  | Periodo                        | Stato occupato                     | Stato occupante                                             | Conflitto                            | Guerre                               | Status successivo                       |
| ------------------------------------------- | ------------------------------ | ---------------------------------- | ----------------------------------------------------------- | ------------------------------------ | ------------------------------------ | --------------------------------------- |
| Sinai                                       | 1967-1982                      | Egitto                             | Israele                                                     | Guerra dei sei giorni                | conflitto arabo-israeliano           | Nessuna annessione                      |
| Cecoslovacchia                              | 1968-1991                      | Cecoslovacchia                     | Unione Sovietica, Bulgaria, Polonia, Germania Est, Ungheria | Invasione della Cecoslovacchia       | Primavera di Praga                   | Nessuna annessione                      |
| Bangladesh                                  | 26 marzo-16 dicembre 1971      | Bangladesh (ex Pakistan orientale) | Pakistan                                                    | Genocidio bengalese del 1971         | Guerra di liberazione bengalese      | Nessuna annessione                      |
| Bangladesh                                  | 17 aprile 1971-12 gennaio 1972 | Bangladesh (ex Pakistan orientale) | Governo provvisorio del Bangladesh                          | Resistenza del Bangladesh            | Guerra di liberazione bengalese      | Nessuna annessione                      |
| Bangladesh                                  | 16 dicembre 1971-19 marzo 1972 | Bangladesh (ex Pakistan orientale) | India (con la presenza del Friendship Force)                | Guerra indo-pakistana del 1971       | Guerra di liberazione bengalese      | Nessuna annessione                      |
| Zone di confine tra il Sudafrica e l'Angola | 1975-1976                      | Angola                             | Sudafrica                                                   | Invasione dell'Angola                | Guerra di confine sudafricana        | Nessuna annessione                      |
| Timor Est                                   | 1975-1999                      | Timor Est                          | Indonesia                                                   | Occupazione di Timor Est             | Invasione di Timor Est               | Si annessione al territorio indonesiano |
| Striscia di Aozou                           | 1976-1987                      | Ciad                               | Libia                                                       | Occupazione della striscia di Aozou  | Guerra libico-ciadiana               | Nessuna annessione                      |
| Libano                                      | 1976-2005                      | Libano                             | Siria                                                       | Occupazione del Libano               | Guerra civile libanese               | Nessuna annessione                      |
| Kagera                                      | 1978                           | Uganda                             | Tanzania                                                    | Invasione ugandese di Kagera         | Guerra ugandese-tanzaniana           | Nessuna annessione                      |
| Libano meridionale e sud del Libano         | 1978-1984                      | Libano                             | Governo del Libano Libero                                   | Conflitto del Libano meridionale     | Guerra civile libanese               | Nessuna annessione                      |
| Libano meridionale e sud del Libano         | 1984-2000                      | Libano                             | Israele                                                     | Occupazione del Libano meridionale   | Guerra del Libano (1982)             | Nessuna annessione                      |
| Cambogia                                    | 1979-1989                      | Repubblica Popolare di Kampuchea   | Vietnam                                                     | Invasione di Kampuchea               | Guerra cambogiano-vietnamita         | Nessuna annessione                      |
| Afghanistan                                 | 1979-1989                      | Afghanistan                        | Unione Sovietica                                            | Invasione sovietica dell'Afghanistan | Guerra sovietico-afghana             | Nessuna annessione                      |
| Vietnam                                     | 1979                           | Vietnam                            | Cina                                                        | Invasione del Vietnam                | Guerra contro l'espansionismo cinese | Nessuna annessione                      |

### 1980-1999
| Territorio                                         | Periodo   | Stato occupato | Stato occupante                                        | Conflitto                                                        | Guerre                                                                   | Status successivo                    |
| -------------------------------------------------- | --------- | -------------- | ------------------------------------------------------ | ---------------------------------------------------------------- | ------------------------------------------------------------------------ | ------------------------------------ |
| Grenada                                            | 1983      | Grenada        | Stati Uniti                                            | Invasione di Grenada                                             | Rivoluzione di Grenada                                                   | Nessuna annessione                   |
| Isole Falkland                                     | 1982      | Regno Unito    | Argentina                                              | Occupazione delle isole Falkland                                 | guerra delle Falkland                                                    | Nessuna annessione                   |
| Provincia Settentrionale                           | 1987-1990 | Sri Lanka      | India                                                  | Intervento indiano nella guerra civile in Sri Lanka              | Guerra civile in Sri Lanka                                               | Nessuna annessione                   |
| Maldive                                            | 1988      | Maldive        | India                                                  | Operazione Cactus                                                | Colpo di stato nelle Maldive nel 1988                                    | Nessuna annessione                   |
| Panama                                             | 1989-1990 | Panama         | Stati Uniti                                            | Invasione di Panama                                              | Guerra alla droga                                                        | Nessuna annessione                   |
| Kuwait                                             | 1990      | Kuwait         | Iraq                                                   | Invasione del Kuwait                                             | guerra del Golfo                                                         | Si annessione al territorio iracheno |
| Artsakh (Nagorno Karabakh) e territori circostanti | 1994-2023 | Azerbaigian    | Armenia Artsakh                                        |                                                                  | Prima guerra del Nagorno-Karabakh                                        | Nessuna annessione                   |
| Haiti                                              | 1994-1995 | Haiti          | Stati Uniti                                            | Operazione Uphold Democracy                                      | Colpo di stato di Haiti nel 1991                                         | Nessuna annessione                   |
| Lesotho                                            | 1998-1999 | Lesotho        | Sudafrica, Botswana                                    | Operazione Boleas                                                | Elezioni politiche nel Lesotho del 1998                                  | Nessuna annessione                   |
| Parti della Repubblica Democratica del Congo       | 1998-2002 | RD del Congo   | Uganda, Ruanda, Zimbabwe, Angola, Namibia, Ciad, Sudan | Sostegno di nazioni estere alla Repubblica Democratica del Congo | Seconda guerra del Congo (guerre civili in Congo e genocidio del Ruanda) | Nessuna annessione                   |
| Kargil                                             | 1999      | India          | Pakistan                                               | Guerra di Kargil                                                 | Guerre indo-pakistane                                                    | Nessuna annessione                   |

### XXI secolo
| Territorio                                                                   | Periodo   | Stato occupato | Stato occupante          | Conflitto                    | Guerre                 | Status successivo  |
| ---------------------------------------------------------------------------- | --------- | -------------- | ------------------------ | ---------------------------- | ---------------------- | ------------------ |
| Iraq                                                                         | 2003-2004 | Iraq           | Stati Uniti, Regno Unito | Invasione dell'Iraq nel 2003 | Guerra in Iraq         | Nessuna annessione |
| Parti della Somalia                                                          | 2006-2009 | Somalia        | Etiopia                  | Guerra in Somalia (2006-09)  | Guerra civile somala   | Nessuna annessione |
| Gori e Poti                                                                  | 2008      | Georgia        | Russia                   | Occupazione di Gori e Poti   | Guerra russo-georgiana | Nessuna annessione |
| Perevi                                                                       | 2008-2010 | Georgia        | Russia                   | Occupazione di Perevi        | Guerra russo-georgiana | Nessuna annessione |
| Badme: - Gasc-Barca - Sud - Mar Rosso Settentrionale - Mar Rosso Meridionale | 2000-2018 | Eritrea        | Etiopia                  |                              |                        | Nessuna annessione |